# Cristoforo Burgaris
Cristoforo Burgaris (fl. XI secolo) fu catapano d'Italia dal 1027 circa fino al 1029.

## Biografia
Nel 1027 l'imperatore bizantino Costantino VIII decise di sostituire il grande catapano Basilio Boioannes con Cristoforo, per questo richiamò a Costantinopoli Basilio. Secondo la cronaca di Lupo Protospata il fatto è accaduto nel novembre del 1028, ma questa data è stata corretta dallo storico moderno Ferdinand Chalandon nel 1027 (stesso anno in cui muore Guaimario III di Salerno). Nel 1027, Obbiano capitolò e Bari dovette respingere un'aggressione. Nel 1029 Cristoforo fu sconfitto nelle vicinanze di Reggio dagli arabi, per questo motivo l'imperatore Romano III Argiro lo destituì in favore di Poto Argiro.